# DDA40X
DDA40X je bila s 6600 KM najmočnejša dizelelektrična lokomotiva kdajkoli zgrajena. Poganjala sta jo dva turbopolnjena V-16 3300 KM dizelska motorja EMD 645E3A. Zgradilo jo je podjetje Electro-Motive Diesel - EMD za železniško podjetje Union Pacific Railroad. Vzdevek lokomotiv je bil "Centennial" oz. "Big Jack". Skupaj so zgradili 47 lokomotiv, ki so že vse upokojene. Podobno močni, a sodobnejši lokomotivi sta 6000-konjski AC6000CW in SD90MAC, slednji za razliko uporabljata samo po en dizelski motor.
Konfiguracija koles je D-D (osem osi). Širina med kolesi je standardnih 1435 mm. Teža lokomotive je 236770 kilogramov. Kapaciteta dizelskega goriva je 31200 litrov.